# Gouts
Gouts (gaskonsko Gots) je naselje in občina v francoskem departmaju Landes regije Akvitanije. Naselje je leta 2009 imelo 245 prebivalcev.

## Geografija
Kraj leži v pokrajini Gaskonji 29 km severovzhodno od Daxa.

## Uprava
Občina Gouts skupaj s sosednjimi občinami Audon, Carcarès-Sainte-Croix, Lamothe, Le Leuy, Meilhan, Souprosse in Tartas (del) sestavlja kanton Tartas-vzhod s sedežem v Tartasu. Kanton je sestavni del okrožja Dax.

## Zanimivosti
- cerkev sv. Martina;